# Tydal
Tydal è un comune norvegese della contea di Trøndelag.